# إيكا كوباياشي
إيكا كوباياشي (باليابانية: 小林愛香) هي مؤدية صوت يابانية، ولدت في 23 أكتوبر 1993 في كاناغاوا في اليابان.

## وصلات خارجية
- إيكا كوباياشي على موقع IMDb (الإنجليزية)
- إيكا كوباياشي على موقع ميوزك برينز (الإنجليزية)
- إيكا كوباياشي على موقع ديسكوغز (الإنجليزية)